# ولاية أنقرة العثمانية
ولاية أنقرة أو أنجورا وهي إحدى ولايات الدولة العثمانية والتي تغطي اليوم إجزاء من أراضي من وسط هضبة الأناضول. بلغت مساحة ولاية أنقرة في القرن العشرين حوالي (83,760 كم مربع) .

## التقسيمات الإدارية
كانت ولاية أنقرة تتكون من عدة سناجق وهي:
1. سنجق أنقرة
2. سنجق يوزغات
3. سنجق قيصرية
4. سنجق كيرشهر
5. سنجق جوروم